# Thelonious Monk with John Coltrane
Thelonious Monk with John Coltrane ist ein Album von Thelonious Monk. Die Aufnahmen, die in New York von April bis Juli 1957 entstanden waren, erschienen 1961 als Langspielplatte auf Jazzland Records bzw. Fontana Records. Bei einer Wiederveröffentlichung als Compact Disc wurde „Monk’s Mood“ von Monks Album Thelonious Himself als Bonustrack ergänzt. Wegen seiner historischen Bedeutung wurde das Album 2007 in die Grammy Hall of Fame aufgenommen.

## Hintergrund
Das Album enthält (neben einer Solonummer Monks) zwei Studiobegegnungen mit dem Saxophonisten John Coltrane. Am 26. Juni 1957 hatte Monk in Septettbesetzung das Riverside-Album Monk’s Music eingespielt; mit im Studio waren Ray Copeland, Gigi Gryce, Coleman Hawkins, Wilbur Ware und Art Blakey. Zwei der Alternate Takes von „Off Minor“ und „Epistrophy“ stammen von dieser Session.
Im Juli 1957 nahmen Coltrane und Monk, begleitet von Wilbur Ware (und Shadow Wilson die Titel „Nutty“, „Ruby My Dear“ und „Trinkle, Tinkle“ auf. Monk trat dann mit Coltrane am 29. November 1957 bei einem Benefizkonzert in der Carnegie Hall auf (Thelonious Monk Quartet with John Coltrane at Carnegie Hall, Blue Note). Ergänzt wurde das Album um die Solonummer „Funcional“ vom April 1957; ein Alternate Take (take 1) von seiner Studiosession für das Riverside-Album Thelonious Himself (1957).

## Titelliste
- Thelonious Monk with John Coltrane (Jazzland – JLP-46)[3]

A1 Ruby, My Dear 6:17

A2 Trinkle, Tinkle 6:37 

A3 Off Minor 5:10 

B1 Nutty 6:35

B2 Epistrophy 3:07

B3 Functional 9:46
Alle Kompositionen stammen von Thelonious Monk. „Functional“ ist ein unbegleitetes Klaviersolo Monks.

## Besetzung
- 16. April 1957: „Functional“. Monk solo
- 25. und 26. Juni 1957 „Off Minor“, „Epistrophy“. Ray Copeland, Coleman Hawkins, John Coltrane, Gigi Gryce, Monk, Wilbur Ware, Art Blakey
- Juli 1957: „Ruby My Dear“, „Trinkle, Tinkle“, „Nutty“. John Coltrane, Monk, Wilbur Ware, Shadow Wilson

## Rezeption
Michael G. Nastos verlieh dem Album in Allmusic die Höchstbewertung von fünf Sternen und schrieb: „Die Jazzland-Sessions von Thelonious Monk und John Coltrane gelten allgemein als eine der größten Kooperationen zwischen den beiden einflussreichsten Musikern des modernen Jazz (ungeachtet Miles Davis). Während die Meisterschaft der Prinzipalen unbestreitbar ist, sollte auch der unvergleichliche Bassist Wilbur Ware als mächtiger Anker gewürdigt werden, wie es sich jeder wünschen kann. Diese Dates von 1957 bieten auch eine Vielfalt an schlagzeuglosen Trio-, Quartett-, Septett- oder Solo-Piano-Einstellungen, die alle die zwingenden und skurrilen Kompositionen von Monk betonen.“
Nach Ansicht von Thomas Fitterling zeigten sich auf den Quartettnummern Coltrane und Monk hervorragend aufeinander eingespielt; die Tontechnik komme bei den Mono-Quartettaufnahmen viel besser zurecht als bei den Stereo-Septetteinspielungen. Auch sei hier Wilbur Wares dichtes Bassspiel deutlich besser aufgenommen, wenn es auch nicht sonderlich virtuos sei.